# Férfi szépségideál
A férfi szépségideál a férfiakra vonatkozó kulturális szépségideál, amely a történelmi korszak és a földrajzi régió alapján változik. Ezek a normák már fiatal koruktól kezdve beléjük ivódnak, hogy növeljék a férfiak érzékelt fizikai vonzerejét.
A maszkulin szépségideálok főként a hipermaszkulinitással kapcsolatos heteronormatív hiedelmekben gyökereznek, de nagymértékben befolyásolják a szexuális orientációjú és nemi identitású férfiakat. A férfi szépségideál vonásai közé tartoznak többek között a következők: férfias testalkat, magasság, bőrszín, testsúly, izomtömeg és a nemi szervek mérete. A férfiak gyakran éreznek társadalmi nyomást, hogy megfeleljenek ezeknek a normáknak, hogy kívánatosnak érezzék magukat, és ezért úgy döntenek, hogy megváltoztatják a testüket olyan folyamatok révén, mint az extrém fogyókúra, a nemi szervek megnagyobbítása, radikális fitneszprogramok, bőrfehérítés, barnítás és egyéb testi sebészeti módosítások.

## Gyarmatosítás
Mivel a férfiszépségre vonatkozó normák szubjektívek, helytől függően jelentősen változnak. Az Edinburgh-i Egyetem antropológia professzora, Alexander Edmonds szerint Nyugat-Európában és más gyarmati társadalmakban (Ausztrália, Észak- és Dél-Amerika) a rabszolgaság és a gyarmatosítás öröksége azt eredményezte, hogy a szép férfiakról alkotott kép „nagyon fehér”.

## Androgynitás
A szépségre vonatkozó normák kultúránként és helytől függően változnak. Míg a nyugati szépségszabványok az izmos testalkatot hangsúlyozzák, ez nem mindenhol van így. Dél-Koreában és Kelet-Ázsia más részein az androgün K-pop együttesek felemelkedése azt eredményezte, hogy a vékony, fiús test, az élénk haj és a smink a férfias szépség keresettebb ideálja.

## Fiatalosság
A szépségszabványok az idők során fejlődtek, különböző tényezők alapján változtak. A fiatalságot olyan helyeken tekintették szépnek, mint például az ókori Egyiptom, amire a művészet is példa lehet. Az egyiptomi műalkotások idealizált formában ábrázoltak fiatalos alakokat. A görög és római szobrok folytatták az idealizmusnak ezt a témáját, de úgy döntöttek, hogy a szépséget olyan tulajdonságokon keresztül ábrázolják, mint az izmok és az értelem.

## Súly
Idővel a gazdag és befolyásos alakok eltávolodtak az idealista jellegtől, és egyre inkább a hiánycikkekhez való hozzáférésen keresztül történő gazdagságot tekintették ideálisabbnak. Az egyik ilyen hiányosság az akkoriban elérhető élelmiszer mennyisége volt. Amikor az élelmiszerhiány problémát jelentett, a túlzott zsírszövet a gazdagság jelképe volt. A korai újkor szépségét ábrázoló festményeken kiemelkedő és hatalmas alakok szerepelnek, akik közül sokan a túlzott zsírszövetükön keresztül mutatták meg gazdagságukat. Emiatt nem idealista módon festették őket, különösen a ruhákra és más anyagi javakra koncentráltak, hogy ezt a gazdagságot hangsúlyozzák.

## Lásd még
- Női szépségideál